# Dissidia 012 Final Fantasy
Dissidia 012 Final Fantasy (яп. ディシディア デュオデシム ファイナルファンタジー Дисидиа Дюодэсиму Файнару Фантадзи:) — игра в жанре файтинг, разработанная компанией Square Enix для портативного устройства PlayStation Portable и выпущенная в 2011 году. Является частью серии Final Fantasy и конкретно предысторией схожей по жанру и сеттингу Dissidia: Final Fantasy, выпущенной в 2008 году. Игра была анонсирована в 41-м выпуске японского манга-журнала Shonen Jump 8 сентября 2010 года.

## Игровой процесс
Геймплей схож с предшествующей игрой, представлены некоторые нововведения, в частности карта мира, система поддержки и возможность создания собственных квестов. В игре присутствуют все карты оригинальной Dissidia, причём к ним добавились некоторые новые. Также старые персонажи получили новые костюмы..

## Персонажи
Кроме десятерых персонажей первой игры добавлены некоторые новые. Старые герои получили третий вариант одежды, дополнительные способности и приёмы. Среди новых персонажей: Каин Хайвинд, драгун и лучший друг Сэсила из Final Fantasy IV; Тифа Локхарт, подруга детства Клауда, владеющая навыками кулачного боя и являющаяся одной из основных персонажей Final Fantasy VII; женщина-солдат Лайтнинг, главный положительный персонаж Final Fantasy XIII; Лагуна Луар из Final Fantasy VIII; Ваан из Final Fantasy XII; и Юна — героиня-призывательница из Final Fantasy X. Каин специализируется на скоростном воздушном бое, в то время как Лайтнинг может переключаться между тремя парадигмами, другими словами, техниками ведения боя (АТК, ВLA, HLR). Также добавлены Гильгамеш из Final Fantasy V и Прише из Final Fantasy XI. Появилась возможность играть за Хаоса, главного антагониста..
| Протагонист  | Из какой игры      | Японский голос | Английский голос |
| ------------ | ------------------ | -------------- | ---------------- |
| Каин Хайвинд | Final Fantasy IV   | Коити Ямадэра  | Лиам О'Брайен    |
| Тифа Локхарт | Final Fantasy VII  | Аюми Ито       | Рэйчел Ли Кук    |
| Лагуна Луар  | Final Fantasy VIII | Хироаки Хирата | А.В. Кеннеди     |
| Юна          | Final Fantasy X    | Маюко Аоки     | Хеди Бёрресс     |
| Ваан         | Final Fantasy XII  | Кохэй Такэда   | Бобби Эднер      |
| Лайтнинг     | Final Fantasy XIII | Маая Сакамото  | Али Хиллис       |

## Отзывы
| Сводный рейтинг | Сводный рейтинг |
| Агрегатор       | Оценка          |
| --------------- | --------------- |
| GameRankings    | 79,38 %         |